# Masih Alinejad
Masih Alinejad (persa: مسیح علی‌نژاد), nascuda Masoumeh Alinejad-Ghomi (persa: معصومه علی‌نژاد قمی) (Qomi Kola, Iran, 11 de setembre de 1976), és una periodista, escriptora i activista pels drets de les dones iraniano-estatunidenca. És presentadora i productora a la cadena estatunidenca en llengua persa VOA Persian Service, corresponsal de Radio Farda, col·laboradora del canal internacional de televisió en llengua persa Manoto i editora i col·laboradora d'IranWire.
Alinejad ha estat sempre molt crítica sobre l'estatus dels drets humans a l'Iran, especialment els drets de les dones a l'Iran. Va criticar el president Mahmoud Ahmadinejad, que en la seva campanya electoral havia dit que els polítics iranians en compte de centrar-se el cabell de les dones, haurien d'ocupar-se de combatre la pobresa, crear llocs de treball i fer justícia, però un cop elegit va establir un codi de conducta que, entre altres coses, prohibia a les joves mostrar massa cabell o un excés de maquillatge. A causa de les acusacions contra ella, va haver de marxar del seu país i ara viu exiliada a la ciutat de Nova York. Ha guanyat diversos premis, entre els quals el premi dels drets de les dones de la Cimera de Ginebra per als Drets Humans i la Democràcia del 2015, el premi Omid de periodisme de la Fundació Mehdi Semsar i un premi a l'excel·lència en mitjans de l'Associació Internacional de Televisió i Radiodifusió (AIB, de l'anglès Association for International Broadcasting).
L'any 2018 va publicar un llibre anomenat The Wind in My Hair, que tracta de les seves experiències de créixer a l'Iran, on escriu que les noies «són educades per mantenir el cap baix, per passar tan desapercebudes com sigui possible i per ser submises». El 2019, Alinejad va demandar el govern iranià davant un tribunal federal dels Estats Units per assetjament contra ella i la seva família. El 2021, els fiscals nord-americans van acusar quatre funcionaris d'intel·ligència iranians de conspirar per segrestar una persona crítica amb el govern iranià; tot i que no es va fer públic el nom de la persona que volien segrestar, Alinejad està convençuda que era ella.
Alinejad s'oposa fermament a l'obligatorietat del vel islàmic. Des de 2014 demana a les dones iranianes que li enviïn fotos o vídeos d'elles en l'acció de treure's el vel perquè ella ho publiqui en els seus comptes d'Instragram, Twitter i Faceook. Tot i el bloqueig d'aquestes xarxes pel govern iranià, en el país moltes persones hi accedeixen a través de connexions que eludeixen el bloqueig. El setembre de 2022, quan la jove iraniana Masha Amini va morir —a causa d'un infart, segons la policia, tot i que era una persona en perfecte estat de salut— després d'haver estat detinguda per no dur el vel ben posat, Alinejad va començar una campanya a través del seu compte de Twitter per demanar solidaritat amb les dones de l'Iran. En el seu compte de Twitter va escriure:
| «                | Les dones de Saghez es van treure els seus vels com a protesta per la mort de la jove de 22 anys Masha Amini, a mans de la policia de la moral mentre cridaven «mort al dictador!» A l’Iran, treure’s el hijab és un delicte punible. Fem una crida a homes i dones de tot el món perquè mostrin solidaritat. | » |
| — Masih Alinejad | |   |

En unes declaracions a la revista The New Yorker, Alinejad va afirmar: «El règim iranià serà enderrocat per les dones. Això és el que jo penso.»